# Lucas Entertainment
Lucas Entertainment là xưởng sản xuất phim khiêu dâm đồng tính nam có trụ sở tại New York do diễn viên khiêu dâm Micheal Lucas thành lập. Đây là một trong những trường quay lớn nhất thế giới. Hãng phim nổi tiếng với những bộ phim được đầu tư kinh phí cực khủng, hãng cho rằng bộ phim được đầu tư nhiều nhất là phim vào năm 2006 của Michael Lucas 'La Dolce Vita. Thành công đạt giải GayVN năm 2007.
Để mở rộng hướng đi của mình, hãng phim đã thuê Pam Doré, nữ quay phim chỉ dành cho phim người lớn dành cho đồng tính nam, là giám đốc sáng tạo của phim và sản xuất vào tháng 8 năm 2008. Doré, người bắt đầu sự nghiệp của mình tại Falcon Video vào năm 1996, đã được đề cử cho đạo diễn và người quay phim giải xuất sắc nhất tại giải GayVN cho hãng phim 2008 Fire Island.
Vào tháng 5 năm 2009, Lucas Entertainment thông báo rằng họ đang quay tại bộ phim khiêu dâm đồng tính đầu tiên chỉ có diễn viên Israel, coi đây là một nỗ lực để phổ biến văn hóa Israel. Sau đó, công ty đã tung ra trang Microsite "Men of Israel" để giới thiệu các diễn viên và ý tưởng phim. Lucas đã gọi nó là bộ phim quan trọng nhất của mình, và các nhà báo từ The Atlantic Out Magazine và Yediot Aharonot ghi nhận đây là bộ phim mang tính bước ngoặt khi là bộ phim khiêu dâm đầu tiên được quay tại địa điểm với dàn diễn viên tất cả là người Israel. Trong khi Tablet Magazine và Los Angeles Times lại nhận xét đây là lần đầu tiên có bộ phim toàn bộ là người Do Thái.
Vào tháng 7, hãng phim đã thông báo trên blog của Lucas rằng họ sẽ mở một trụ sở chính ở châu Âu, thành phố Pa-ri, Pháp, Paris Playboys nơi sản xuất hiện tại của hãng. Vào năm 2013, Lucas Entertainment đã chuyển từ vị trí độc quyền là một xưởng sản xuất phim chỉ sử dụng bao cao su sang quay phim và phát hành nội dung khiêu dâm "không sử dụng bao cao su".

## Sản xuất

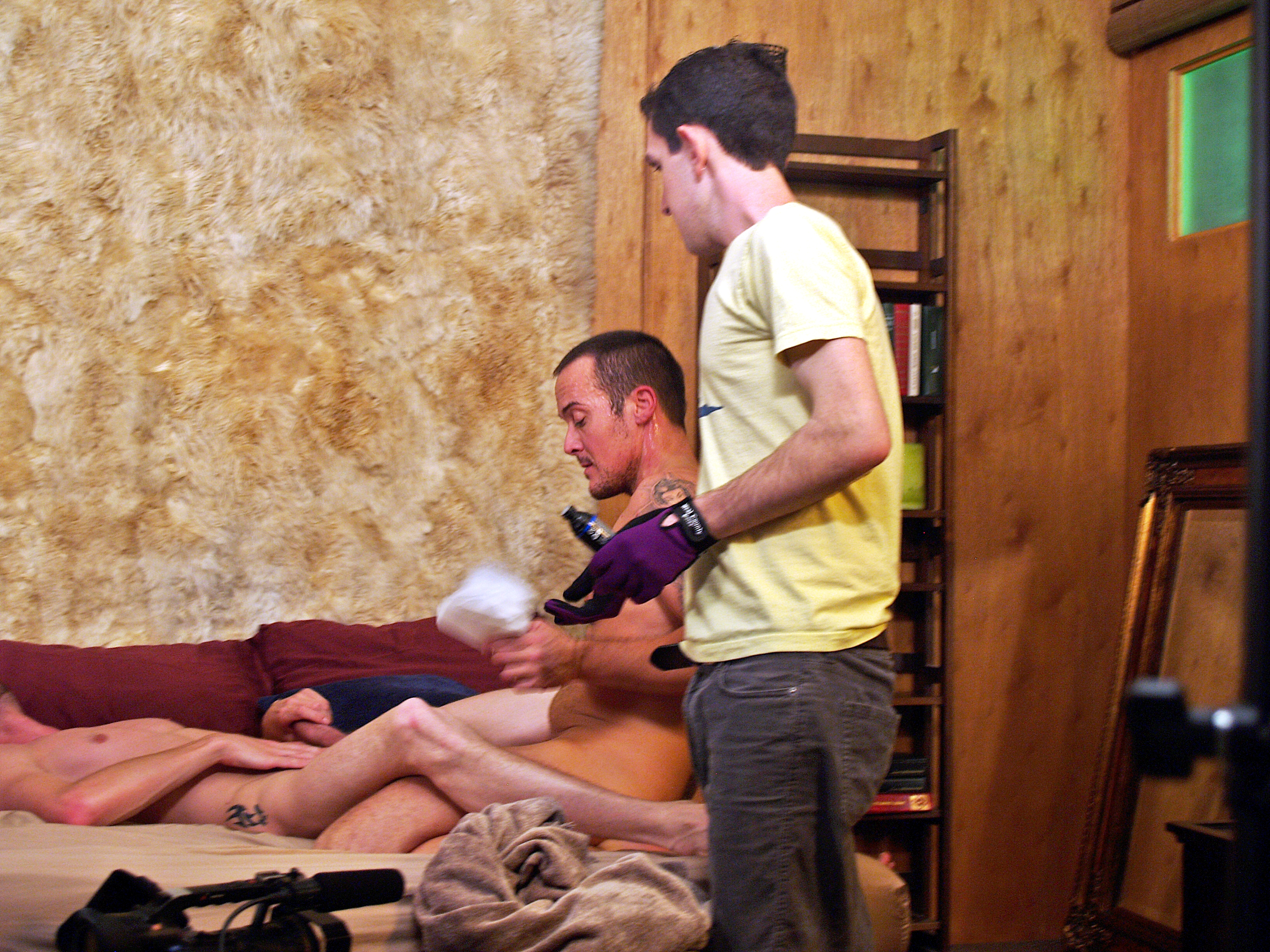
Jake Starr và Erik Grant đang phụ họa cho một cảnh trong bộ phim Pounds the Pavement sản xuất năm 2008 của hãng.

Hãng phim này được biết đến với những sản phẩm được đầu tư và có kinh phí lớn tiếp cận nội dung khiêu dâm đồng tính kết hợp chuyên môn kỹ thuật làm phim và khiêu dâm hardcore.  Hãng phim đã phát hành bộ phim Gigolo vào năm 2007. Bộ phim khám phá thế giới ngầm của Thành phố Niu Óoc bao trùm cả thành phố nhộn nhịp. Trong khi cùng năm The Intern giành được nhiều giải GayVN hơn giải thưởng sản xuất của Gigolo, người đứng đầu hãng phim Lucas đã rất lo lắng, nói rằng "ngay cả một đứa trẻ chậm phát triển" cũng sẽ không chọn thứ kém chất lượng hơn cái khác.

## Lịch sử
Michael Lucas, anh đã thành lập công ty sản xuất của riêng mình là Lucas Entertainment vào năm 1998. Ông đặt trụ sở công ty tại Thành phố New York (thay vì Los Angeles, nơi có nhiều xưởng phim khiêu dâm khác), một phần là để tận dụng lợi thế ít sự cạnh tranh.
Năm 2004, Công ty phân phối Lucas - Lucas Distribution, Inc., công ty phân phối video dành cho người lớn của ông, bắt đầu hoạt động. Lucas đạo diễn, sản xuất và đóng vai chính trong các bộ phim của riêng mình dưới biểu ngữ Lucas Entertainment. Vào tháng 3 năm 2009, hãng phim đã thuê ông Pam Doré làm giám đốc sáng tạo của bộ phim và sản xuất. Doré là nhà quay phim và biên tập cho NakedSword's Tim & Roma Show. Doré, một người có thâm niên 12 năm kinh doanh, đã quay và biên tập những bộ phim đoạt giải cho COLT Studio Group và Black Scorpion Entertainment, cùng những hãng khác. Cô được đề cử tại Lễ trao giải GayVN năm 2009 cho đạo diễn và quay phim xuất sắc nhất cho năm 2008 của hãng phim Fire Island.